# José Trigo
José Trigo es la primera novela del escritor mexicano Fernando del Paso. Fue publicada en 1966, bajo el sello editorial Siglo XXI Editores, y se hizo acreedora al Premio Xavier Villaurrutia en ese mismo año. Fue incluida en la lista de las 100 mejores novelas en español del siglo XX del periódico español «El Mundo». La obra narra la historia de un hombre que va a los campamentos ferrocarrileros de Nonoalco-Tlatelolco en busca de un personaje llamado José Trigo. Durante esta búsqueda se insertan otras historias relacionadas con la guerra de los Cristeros y con la Huelga ferrocarrilera de 1959 narradas por personajes centrales como lo son Buenaventura, Bernabé, don Pedro el carpintero, Anselmo y Guadalupe.

## Contexto de publicación

### En Latinoamérica
Este libro se encuentra estrechamente vinculado con la narrativa del llamado boom latinoamericano por expresar las ambiciones de lo que se la ha denominado novela total, siendo escrita, y posteriormente publicada, durante el período de producción y publicación de narrativas experimentales como lo fueron La muerte de Artemio Cruz (1962) de Carlos Fuentes, Oficio de tinieblas (1962) de Rosario Castellanos, Rayuela (1963) de Julio Cortázar, Los recuerdos del porvenir (1963) de Elena Garro, Cien años de soledad (1967) de Gabriel García Márquez, Tres tristes tigres (1965)de Guillermo Cabrera Infante o Paradiso (1966) de Lezama Lima, por mencionar algunos.

### En México
Puesto que la novela narra parte del conflicto de la huelga ferrocarrilera de 1959, de la guerra de los Cristeros y aun llega a mencionar algunos elementos relacionados con la Revolución mexicana, el investigador Miguel Rodríguez Lozano traza una línea genealógica de las influencias literarias que marcaron el camino de Del Paso para escribir José Trigo, iniciando con Al filo del agua (1947) de Agustín Yáñez, pasando por Pedro Páramo (1955) de Juan Rulfo, y llegando a La región más transparente (1958) de Carlos Fuentes.
La novela inauguró la serie “La creación literaria” de la editorial siglo XXI. Esta casa editora fue fundada por Arnaldo Orfila Reynal después de que este fuera removido de su cargo como director del Fondo de Cultura Económica por mandato directo del entonces presidente Gustavo Díaz Ordaz, dejando en el cargo a Salvador Azuela. La causa de esta destitución, cuyo conflicto inició en 1965 con la publicación de Los hijos de Sánchez, de Oscar Lewis, se debió a “la identificación del FCE con una orientación cultural y política incómoda para el régimen”.  Y de no haber sido por este evento, muy probablemente José Trigo hubiera sido publicado en el FCE.

## Contexto de escritura: trabajo historiográfico
Del Paso había comenzado a escribir su novela en 1958 gracias a “una invitación de Arreola para participar en el Centro Mexicano de Escritores”,  tardándose un total de ocho años en escribirla. Esta dilación se debe a que el autor se dedicó a la búsqueda de periódicos, notas, textos sobre la guerra cristera (pues dos capítulos del libro están dedicados a este hecho histórico), sobre la huelga ferrocarrilera, y sobre la mitología náhuatl, sobre todo en cuestiones cosmogónicas.
Estas relaciones intertextuales, tanto históricas como míticas, son las que operan y conforman la historia de los 18 capítulos de la novela, más una parte intermedia titulada “El Puente”, en las 536 páginas que tuvieron las primeras ediciones de siglo XXI.

## Argumento

### Principal
Un hombre, el narrador principal, llega un día al campamento ferrocarrilero de Nonoalco-Tlatelolco preguntando por José Trigo. Unos guardacruceros le indican que vaya al furgón de un personaje llamado Buenaventura para que le cuente la historia; además de Buenaventura, en el furgón se encuentran otros personajes que también contribuirán a narrar la anécdota: Bernabé, Anselmo, Guadalupe (ferrocarrileros) y el carpintero don Pedro. Al narrador principal (cuya identidad nunca se conoce a lo largo de la novela) le cuentan que los ferrocarrileros habían exigido su aumento de salario al Gobierno, y este, al no haber dado un trato digno, decidieron detener por varias horas, en varios caminos, los trenes. El dirigente de este movimiento era un personaje llamado Luciano, el cual fue traicionado por otro ferrocarrilero llamado Manuel Ángel, quien previamente había pactado con un agente del Estado para intentar sobornar a Luciano y desmantelar así la huelga.
Como Luciano no aceptó el soborno, Manuel Ángel decidió asesinarlo. El único testigo de este asesinato fue José Trigo, de quien no se sabe mucho en la novela y al que incluso llegan a negar por momentos, por lo que este huye del campamento dejando tras de sí un zapato que le quedaba grande al subirse a un tren en movimiento. Después el ejército fue enviado por parte del Estado para acabar con la huelga, dejando tras de sí un campamento en ruinas, y, posteriormente con el paso de los años, se siguió edificando en esa parte de la ciudad, quedando la estación de Buenavista intacta.

### Secundarias

#### La Cristiada
Dentro del argumento principal se cuentan otras historias anteriores a la huelga ferrocarrilera, una de ellas trata sobre la llamada Cristiada. Aquí la narración se efectúa con un narrador en tercera persona y se ubica en un volcán en Colima imaginado por el propio Del Paso, en el cual federales y cristeros se enfrentan en un cruento combate. (Este volcán tiene su mapa en la cuarta de forros del libro para una mejor ubicación espacial donde se desarrollan las acciones). En ella se cuenta la historia de Buenaventura cuando era joven, de su esposo Todolosantos, y del pequeño Luciano. Asimismo aparecen otros personajes que son asesinados por los federales: el indio mayo, el cura, Santos, los hijos de Buenaventura y otros cristeros.

#### Dulcenombre y Guadalupe
Esta historia narra la relación incestuosa entre dos hermanos. Al haber muerto el padre de ambos, Guadalupe, durante la noche, mientras dormía su hermana, tenían relaciones sexuales sin que ésta se diera cuenta; hasta que un día Dulcenombre le dice a Guadalupe que no le ha bajado la regla y él le confiesa lo que han estado haciendo en las noches, por lo que Dulcenombre le exige a su hermano que abandone su casa y no vuelva jamás.

#### Eduviges
Este personaje fue la amante de Manuel Ángel, el traidor del movimiento ferrocarilero, y su historia es contada por los personajes que acompañan al narrador principal y a Buenaventura. Aquí se narra dónde nació, cómo conoció a Manuel Ángel y cómo es que terminó en el campamento de Nonoalco Tlatelolco. Por otro lado, también se narra cómo es que Manuel Ángel la abandonó, cómo es que ella se quedó sola en un furgón a vivir, cómo es que se le murió un hijo nonato y cómo es que José Trigo se quedó con ella unos días y le ayudó a transportar al difunto en una caja blanca que se llevó al hombro mientras ella recogía girasoles detrás de él.

#### Otras: "Una oda", "Una elegía"
Hay dos capítulos en la novela que están dedicados al tren: por un lado, en la “oda” se le canta a la majestuosidad de este medio de transporte y a los largos caminos que puede recorrer: pues así puede abarcar casi todos los lugares del país. Por el otro, en la “elegía”, se canta al desastre que hay en la república a pesar de existir ese signo de modernidad.

## Estructura
La novela está compuesta por 18 capítulos más un apartado titulado “El Puente”. Está dividida en dos partes: la primera se llama “El Oeste” y la segunda “El Este”, las cuales representan el tránsito que realiza el lector de un lado del campamento ferrocarrilero al otro. El propio Fernando del Paso incluyó en la cuarta de forros un fragmento de la Guía Roji para que el lector se oriente mejor espacialmente dentro de la novela.
Los críticos como Álvarez Lobato, Rodríguez Lozano o Inés Sáenz, por ejemplo, han resaltado y analizado la estructura piramidal de la novela, ya que al ver el índice del libro podemos notar que hay un escalonamiento en la primera parte (capítulos del 1 al 9), luego sigue “El Puente” (el cual tiene su correlato con el puente de Nonoalco-Tlatelolco), y por último un descenso en la segunda parte (capítulos 9 al 1). Esta composición permite ver que Del Paso proponía una nueva forma de lectura, y al mismo tiempo, un gran esfuerzo de comprensión lectora.

## Recepción crítica
Las primeras críticas, en su mayoría, no fueron favorables.  Los factores que contribuyeron a este hecho se debieron tanto al reto de lectura que proponía esta novela para los críticos, como la arrogancia que el joven escritor mostraba respecto a su trabajo. Asimismo, este no pertenecía al grupo hegemónico cultural conocido como la “Mafia”, integrado por Octavio Paz, Carlos Fuentes, Fernando Benítez y Emmanuel Carballo, por mencionar a algunos, según relata el escritor mexicano José Agustín en su obra Tragicomedia mexicana,  y al que no quiso pertenecer Fernando del Paso. No obstante, la novela ya tenía encomiadores antes de ser publicada, pues se daba a la imprenta algunos fragmentos a revistas culturales , entre los que se encontraban Juan Rulfo, García Ascot y Álvaro Mutis.
Conforme el tiempo fue pasando, la novela fue reeditada (tres ediciones de mil ejemplares en tres años de haber sido publicada), y por lo tanto, más comentada. Los primeros trabajos que iban más allá de sólo vituperar la imagen de Del Paso en vez de atenerse a la novela, o de dar juicios de valor sobre la misma sin recurrir a argumentos contra la propia obra, fueron los de Dagoberto Orrantia, Esther Seligson, Óscar Mata o Alberto Díazlastra